# Лори-отшельник
Лори-отшельник (лат. Phigys solitarius) — птица из подсемейства Лориевые попугаи.

## Описание
Размеры взрослой птицы около 20 см. Питается семенами, фруктами, нектаром.

## Размножение
Гнездо устраивают иногда прямо внутри кокосовых орехов с выгнившей сердцевиной, но ещё висящих на дереве. Но чаще гнездятся в древесных дуплах или в гнилых пнях. Птенцов обычно два. Выкармливание около 8 недель, в нём участвуют оба родителя.

## Ареал
Ареал — Фиджи — остров Сува, Онеата, Лакемба, острова Лау. Согласно ископаемым останкам, этот вид также ранее обитал на Тонга, но был видимо истреблен первыми местными племенами. Обитает в дождевых лесах, также селится возле вырубок, на плантациях кокосовых пальм, и городских древесных насаждениях.

## Галерея

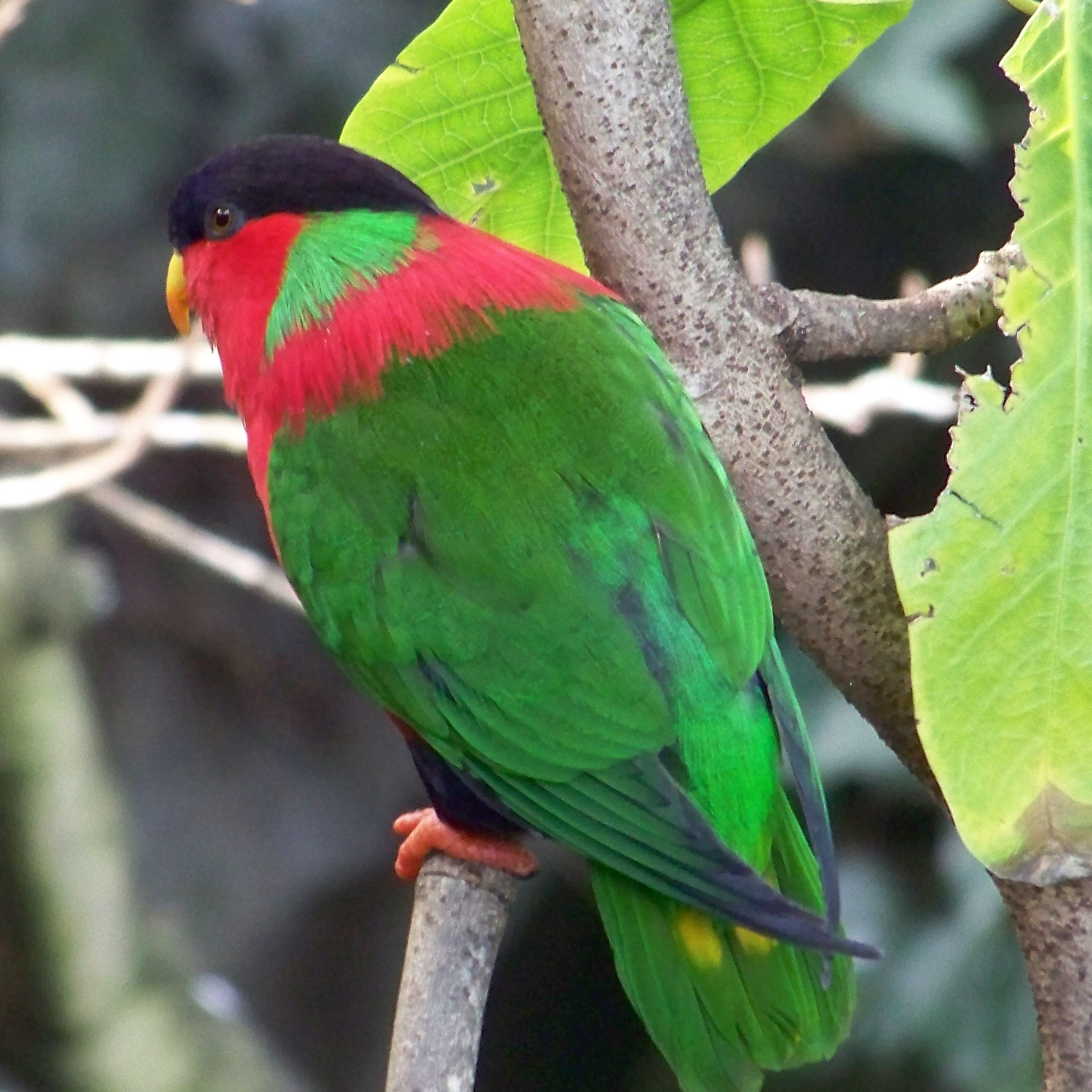
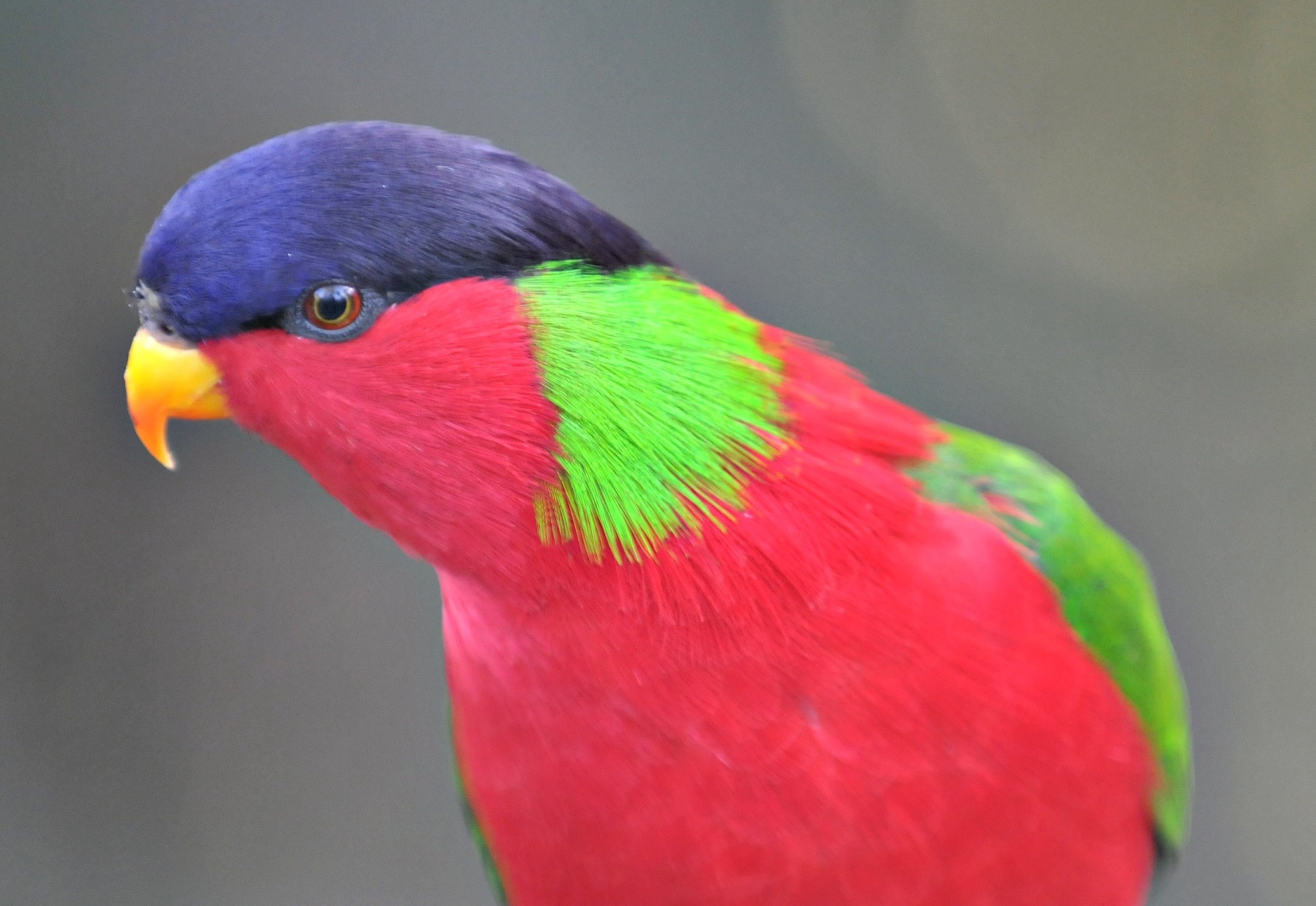
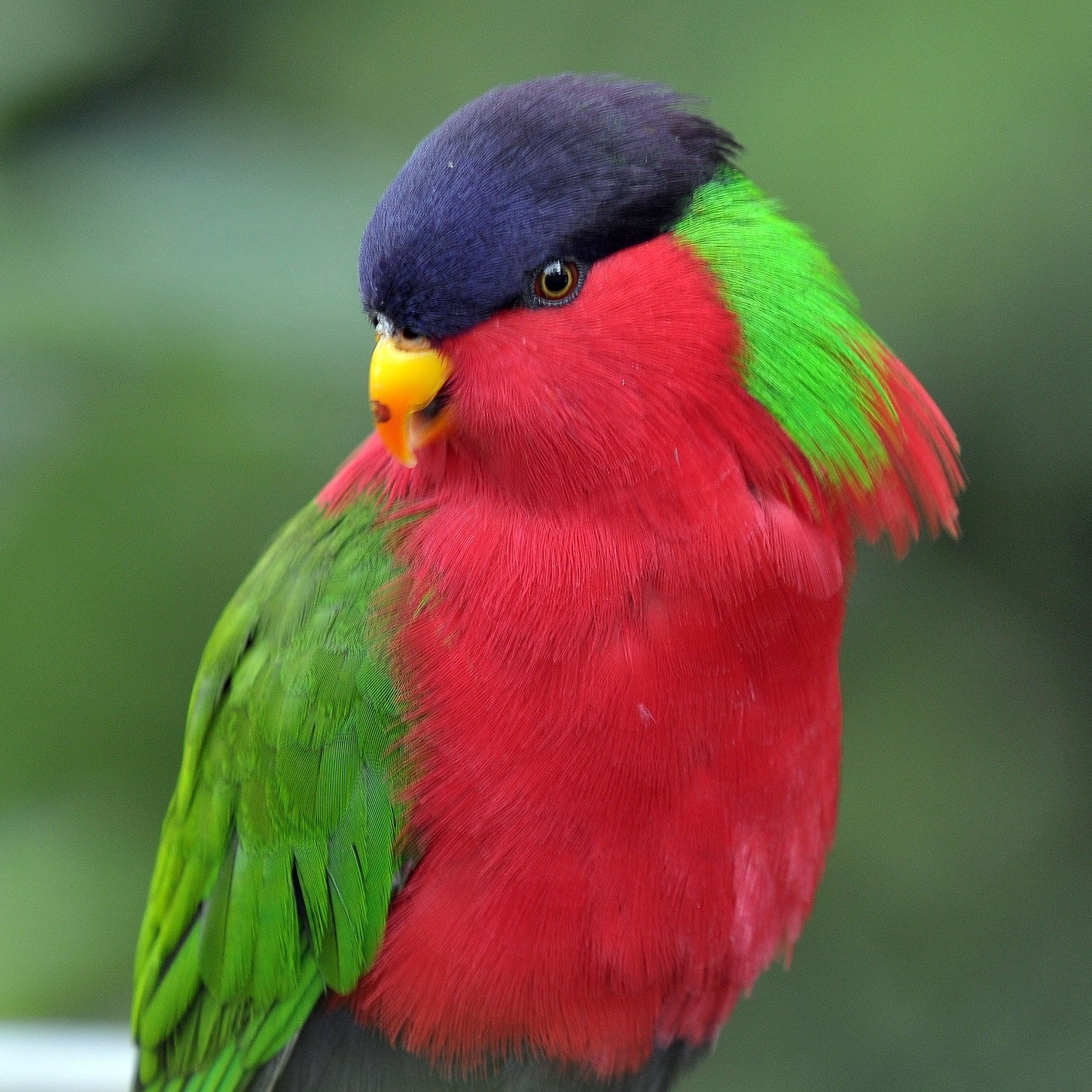
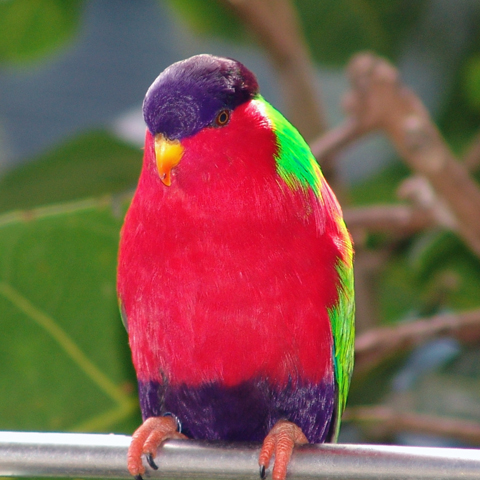
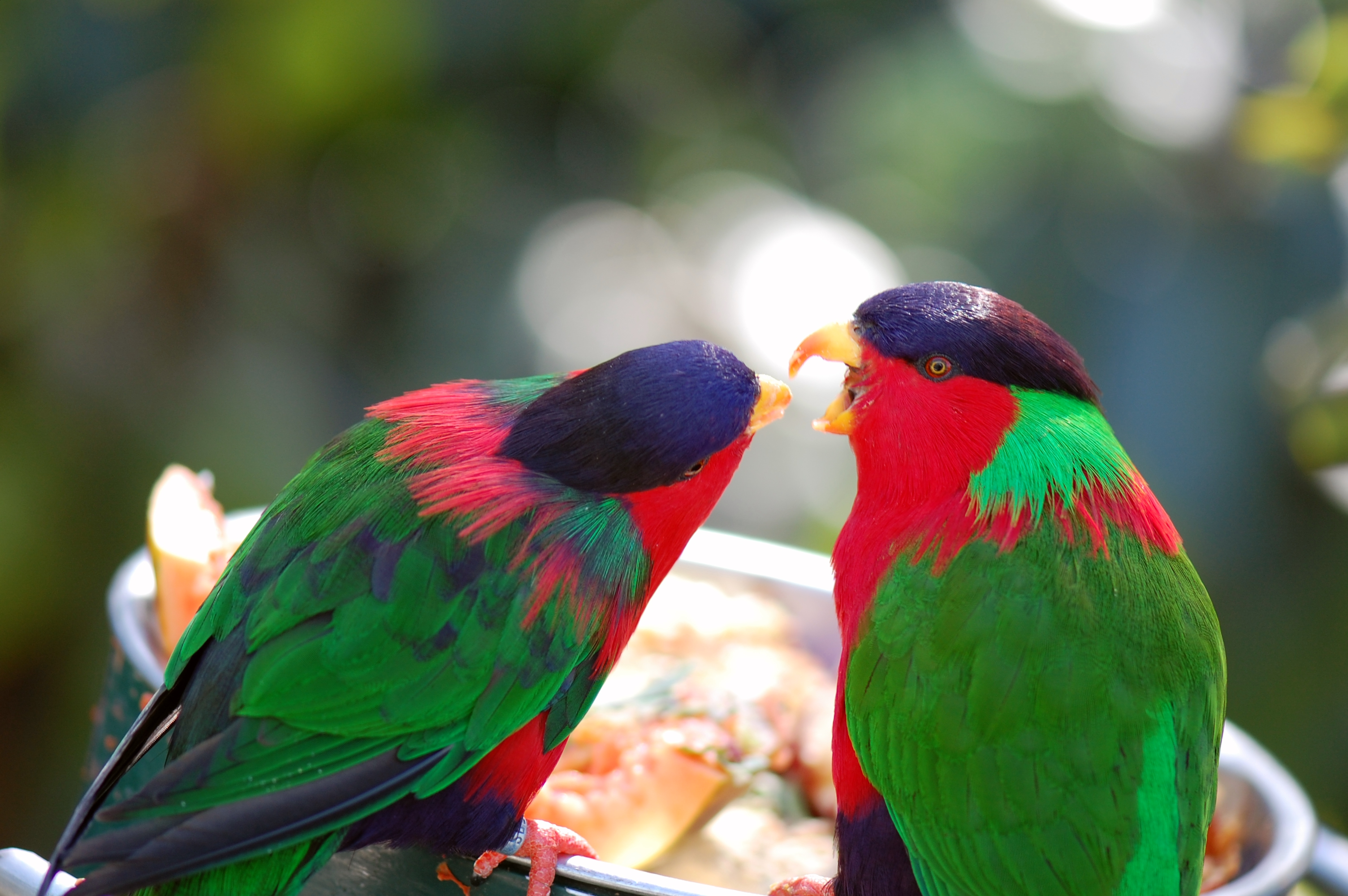